# خارستان (کتاب)
خارستان کتابی است به زبان فارسی اثر مجدالدین خوافی، از نویسندگان نیمهٔ اول قرن هشتم هجری. عنوان اصلی آن را روضهٔ خلد گفته‌اند.
روضهٔ خلد اگرچه در کنار منشآت قائم‌مقام فراهانی، از بهترین تقلیدهای گلستان سعدی به‌شمار می‌آید و باب‌های این کتاب با گلستان مشترک است (هجده باب)، ولی زبان آن با زبان فاخر سعدی در گلستان قابل مقایسه نیست. کتاب خارستان را به‌نادرست به سعدی هم نسبت داده بودند که این انتساب درست نیست.
خوافی نگارش خارستان را در سال ۷۳۳ هجری به پایان رساند، و بار دیگر در سال ۷۳۷ در آن تجدیدنظر کرد. کتاب روضهٔ خلد مشتمل بر هجده باب است و در چاپ آن با عنوان خارستان فقط شانزده باب آن چاپ شده است. این هجده باب، متضمن ۴۲۰ حکایت و ۲۱۴۰ بیت (در مقدمه وفایی: ۲۲۰۰ بیت) و مبالغی آیات و احادیث و اخبار و حکمت است و خود در دو جا تصریح کرده که تمام اشعار کتابش که بدان‌ها تمثیل یا استدلال کرده، به استثنای دو مورد، از خود اوست.
کتاب خارستان در دهلی نو به صورت سنگی چاپ شده است و در ایران عباس‌علی وفایی، استاد دانشگاه و رئیس دانشکده ادبیات دانشگاه علامه طباطبایی، آن را ویراسته و با پیوست‌ها و افزوده‌ها منتشر کرده است. خارستان یک بار در سال ۱۳۴۱ توسط دانشگاه تهران منتشر شد و پس از آن هم بار دیگر در ۱۰۰۰ نسخه منتشر شد.
مجد خوافی علاوه بر روضهٔ خلد، سه اثر دیگر نیز داشته است که در روضهٔ خلد از آنها نام برده، ولی تاکنون اثری از آنها پیدا نشده است: کنز الحکمه، ترجمهٔ منظوم جواهر اللغة زمخشری، دیوان اشعار.